# Pteroglossus beauharnaesii
Pteroglossus beauharnaesii là một loài chim trong họ Ramphastidae.